# Kanopenkasten

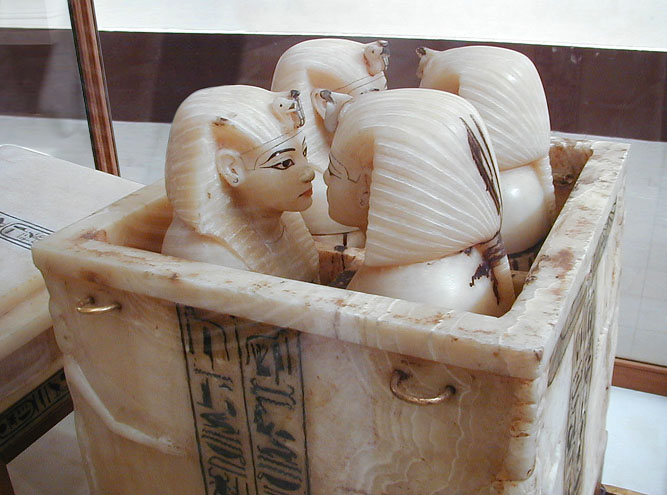
Kanopenkasten des Tutanchamun; die rechte Spalte der Inschrift ist die zur Göttin Neith, die linke zur Göttin Isis

Der Kanopenkasten, auch Kanopentruhe oder Eingeweidekasten, war im alten Ägypten ein Behältnis, in dem die vier Kanopen (Eingeweidekrüge) in einem Grab aufbewahrt wurden.
In den Gräbern im Tal der Könige fanden sich zum Teil vollständige oder auch nur teilweise erhaltene Kanopenobjekte. Die früheste Verwendung eines Kanopenkastens ist für Königin Hetepheres I.,  die Mutter von König (Pharao) Cheops (4. Dynastie), belegt.

## Verwendung
Die Kanopen enthielten die bei dem Mumifizierungsprozess aus der Leiche entfernten Organe wie Lunge, Magen, Leber und Gedärme. Diese wurden gesondert mumifiziert, ebenfalls in Leinen gewickelt und anschließend direkt in die Kanopen oder zusätzlich in Miniatursärge (auch Kanopensärge) gelegt, um später mit dem mumifizierten Leichnam beigesetzt zu werden. Die Kanopen oder die Kästen waren in der Bestattung nicht ausschließlich den Königen vorbehalten. Eine derart aufwändige Bestattung konnten sich neben den Königen und Edlen auch wohlhabende Bürger leisten.
Ab welchem Zeitpunkt eine reguläre Verwendung von Kanopenkästen erfolgte, ist nicht gesichert. Im Alten Reich (3. bis 6. Dynastie) wurden die Kanopen einzeln und ohne einen besonderen Behälter mit in das Grab gegeben, auch wenn für Hetepheres I. bereits ein Kanopenkasten aus Alabaster bezeugt ist. Für die Zeit danach sind keine Funde gesichert und erst ab dem Mittleren Reich (11. und 12. Dynastie) werden die Kästen wieder vermehrt verwendet.
Der Kanopenkasten wurde bei dem Begräbnis entweder in einer extra gehauenen Nische, einer zusätzlichen Kammer oder aber in einer kleinen Grube im Boden am Ende des Sarkophags aufgestellt. Eine vergleichbare Nische hat beispielsweise das Grab KV55, in der Theodore M. Davis und sein Grabungsteam die vier Kanopen in situ fanden, die Kija zugeschrieben werden. Im Grab Eje II., WV23, wird der an die Grabkammer angegliederte Raum (Ja) als Kanopenkammer betrachtet. Der Kanopenkasten der Hetepheres I. wurde in einer verputzten Wandvertiefung in ihrem Grab in Gizeh gefunden. Ein Beispiel für die Positionierung des Kanopenkastens am Fußende des Sarges fand sich in Grab KV36, dem Grab des altägyptischen Beamten Maiherperi (18. Dynastie).
Ab Ende der 20. Dynastie wurden offenbar kaum noch Kanopentruhen verwendet.

## Material und Form
Als Material wurde in der Frühzeit Holz verwendet, zu Beginn des Neuen Reiches Quarzit, wie für die Sarkophage, und ab der Regierungszeit von Amenophis II. war ägyptischer Alabaster das bevorzugte Material.
Anfang des Neuen Reiches ähnelten die Kästen in der Form noch Sarkophagen oder auch Särgen, später erhielten sie die Form eines Schreins. Der Kasten war im Inneren in vier gleich große Fächer unterteilt, in die die Kanopen gesetzt wurden.
Der aus Alabaster bestehende Kanopenkasten aus dem Grab des Tutanchamun, KV62, hat keine einzelnen Fächer, sondern direkt in den Stein gearbeitete Einlassungen von ovaler Form, in die dann je vier Miniatursärge mit den mumifizierten Eingeweiden gebracht wurden. Diese Einlassungen wurden, wie sonst die einzelnen Kanopen, jeweils mit einem menschenköpfigen Deckel verschlossen. Der Kastendeckel hat Pultform, wie ihn auch verschiedene im Grab gefundene Truhen oder der zweite und dritte vergoldete Schrein aufweisen. Diese Form entspricht dem traditionellen oberägyptischen Schrein, Per-wer (pr-wr).

## Dekoration
Der Kanopenkasten ist nur auf den Außenseiten dekoriert. Die Dekoration ist unterschiedlich und sowohl abhängig von der Zeit, in der er hergestellt wurde, als auch von der Person, für die er angefertigt wurde.
Im Alten Reich war der Kanopenkasten mit hieroglyphischen Schriftbändern dekoriert, die Gebete und Anrufungen der Totengötter wie Osiris oder Anubis zum Inhalt hatten. Im Neuen Reich waren die Ecken des Kastens mit Abbildern der Göttinnen Isis, Nephthys, Selket und Neith versehen, die häufig mit ausgebreiteten Flügeln abgebildet sind. Sie hatten ihrerseits Schutzfunktion für die einzelnen Kanopengötter (Horussöhne) Amset (Leber), Hapi (Lunge), Duamutef (Magen) und Kebechsenuef (Gedärme), die die Eingeweide schützen sollten. Als weitere Dekoration finden sich Darstellungen des Verstorbenen im Gebet vor den Totengöttern oder aufgemalte Türen. Die Ornamentierung des Sockels mit Djed-Pfeilern und Isisknoten (auch Tit-Amulett), Symbole für die Götter Osiris und Isis, sind bisher nur für die Kanopenkästen des Tutanchamun und des Echnaton belegt.
Eine Ausnahme in seiner Ausführung unter den Kanopenkästen ist der rekonstruierte aus Calcit bestehende Kanopenkasten Echnatons, der in dessen Königsgrab (Amarna Grab 26) in Amarna gefunden wurde. Anstelle der Schutzgöttinnen sind hier zum Schutz an den Ecken Falken, über denen die Sonnenscheibe schwebt und die in ihren Klauen den Schen-Ring halten, angebracht. Der Falke stellt unter anderem die älteste und traditionelle Verkörperung des Sonnengottes Aton dar.

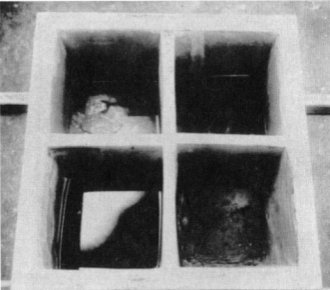
Kanopenkasten der Hetepheres I., Mutter des Cheops, 4. Dynastie, Ägyptisches Museum Kairo (JE 52452)
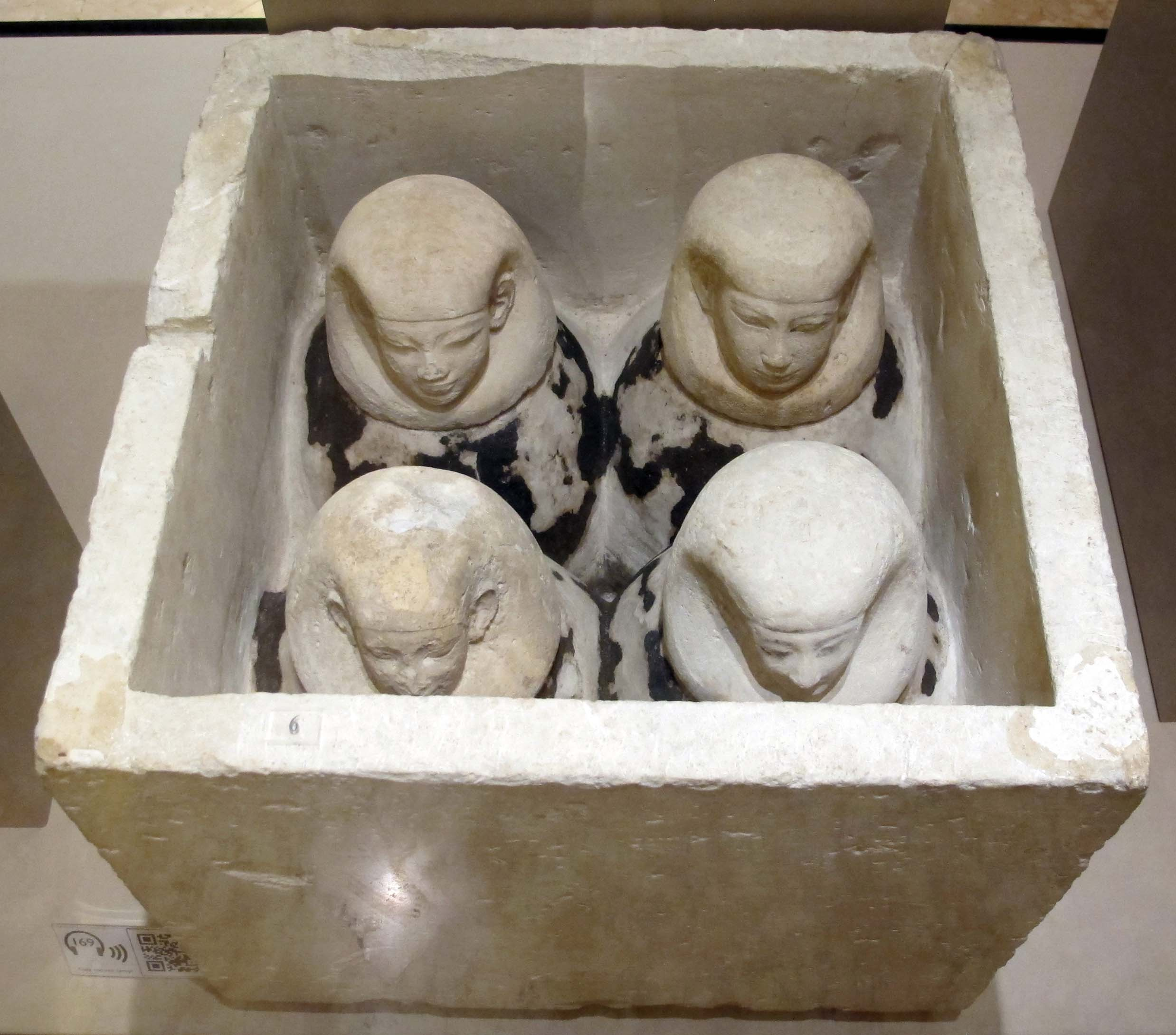
Kanopenkasten 12./13. Dynastie, Museo Civico Archeologico, Bologna
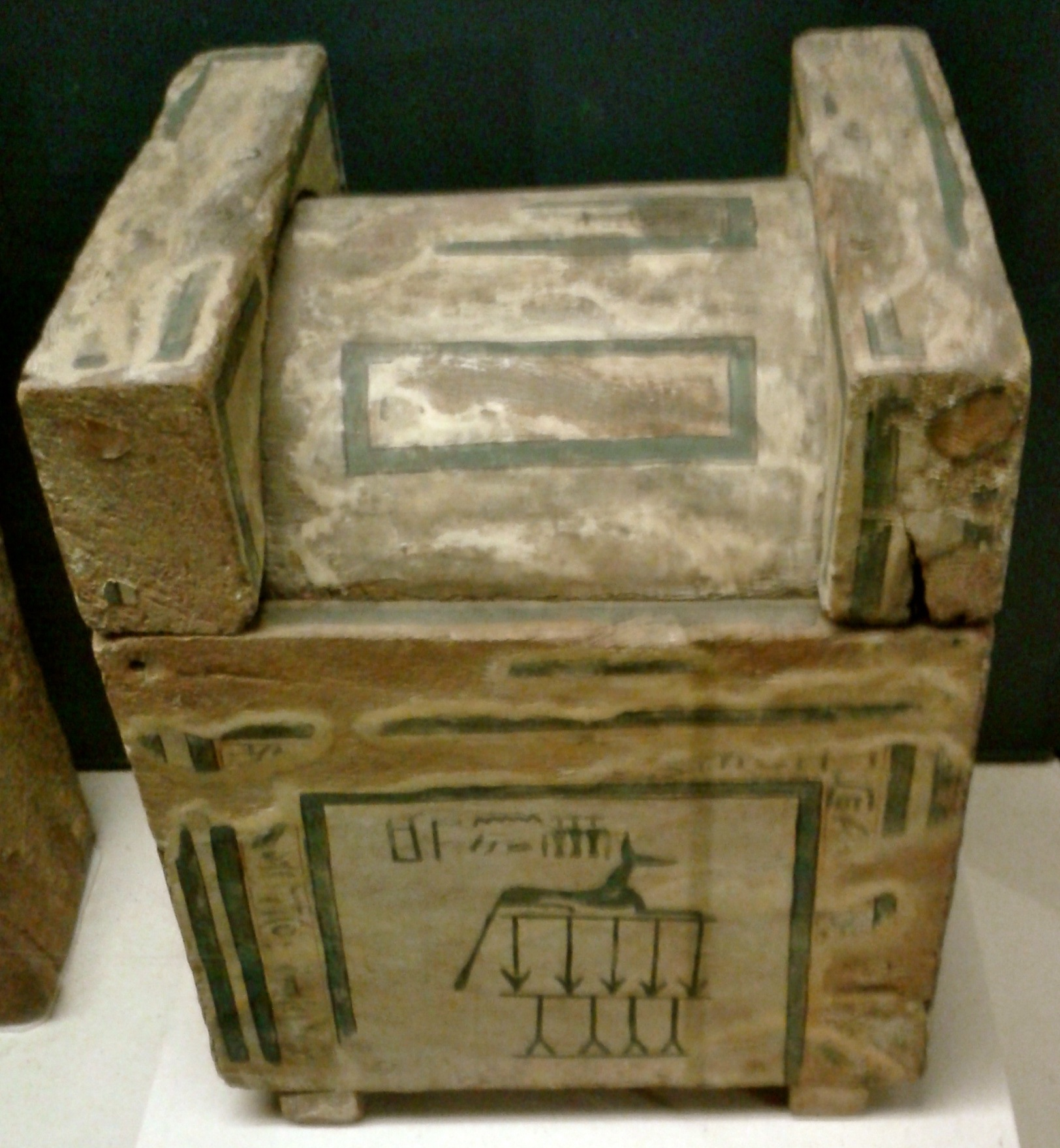
Kanopenkasten des Anjotef VI. (Sechemre-heru-her-maat Anjotef), 17. Dynastie (Zweite Zwischenzeit), Louvre, Paris
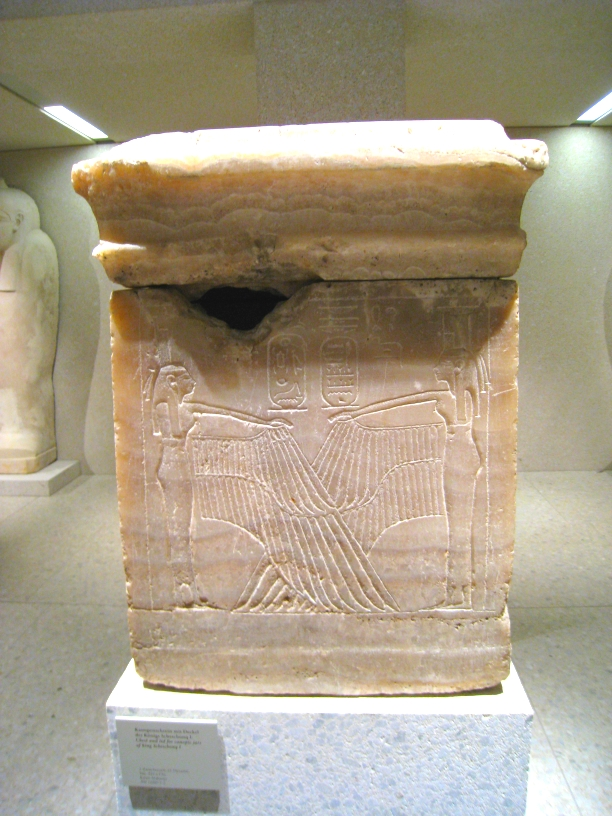
Kanopenkasten des Scheschonq I., 22. Dynastie (Ägyptisches Museum Berlin, Inventarnummer 11000)
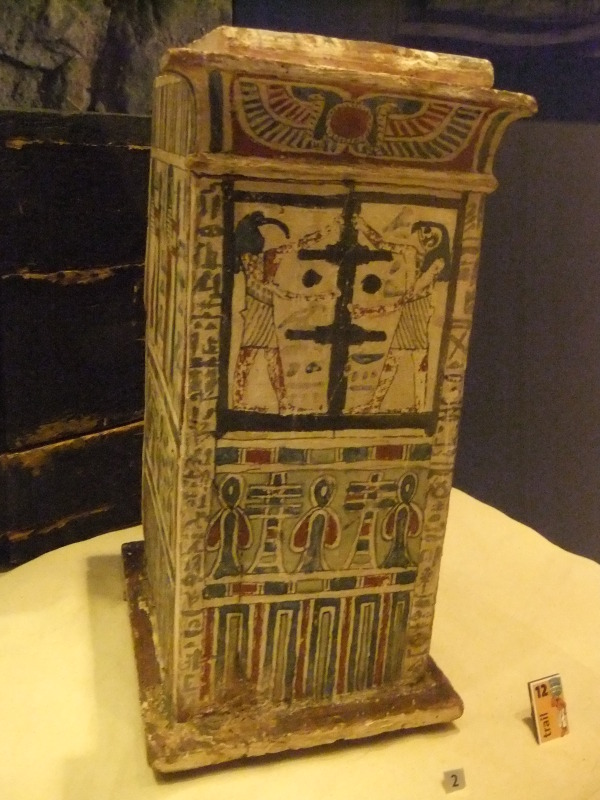
Darstellung von Horus und Thot sowie einer aufgemalten Tür
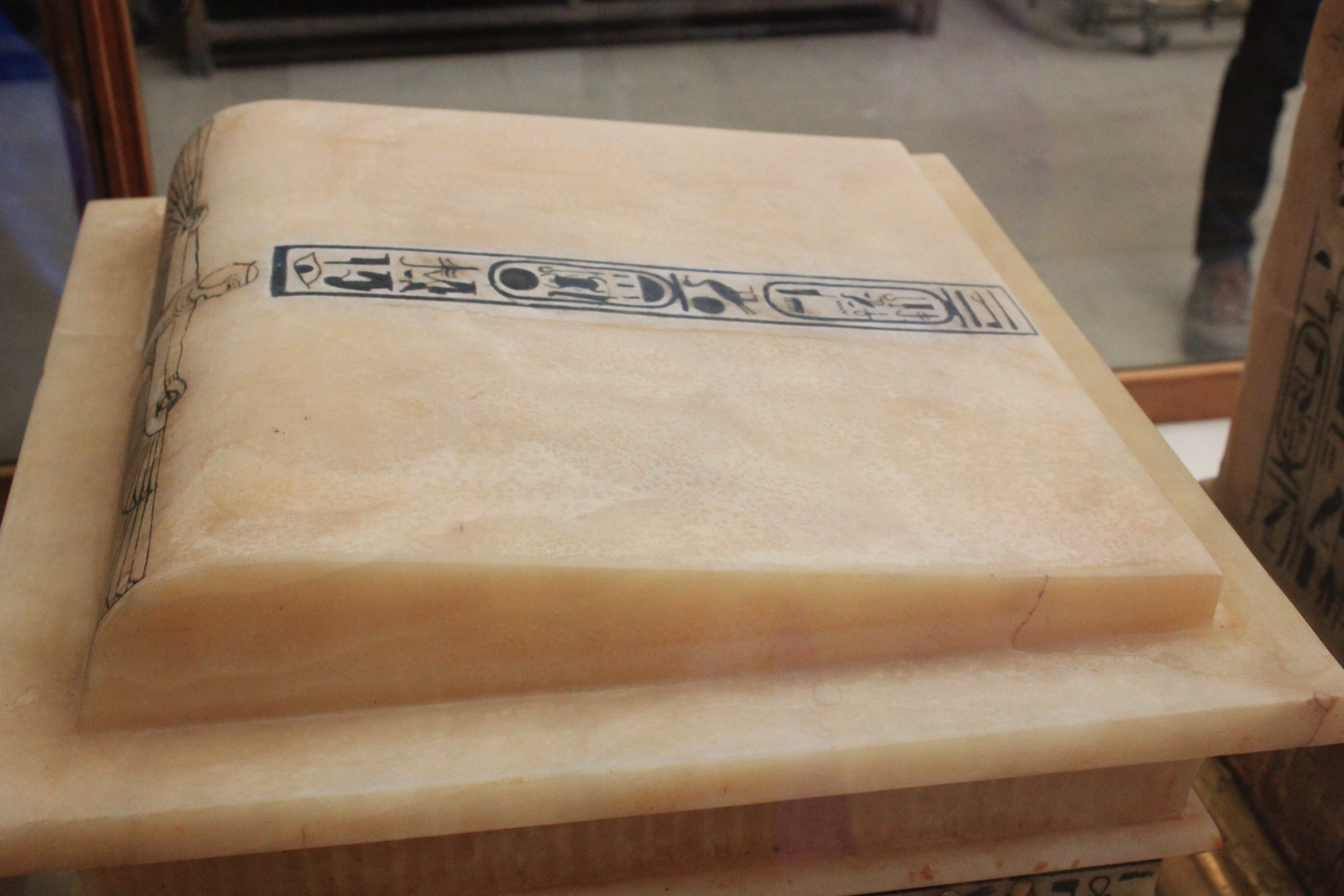
Deckel des Kanopenkastens Tutanchamuns. Die Inschrift nennt Thron- und Eigenname des Königs und bezeichnet ihn als Osiris und „gerechtfertigt“ / wahr an Stimme.